# بولينا دوديك
بولينا دوديك (ولدت في 16 يونيو 1997) هي لاعبة كرة قدم بولندية محترفة تلعب في مركز قلب الدفاع مع نادي باريس سان جيرمان الفرنسي ومنتخب بولندا لكرة القدم للسيدات.
انضمت بولينا دوديك إلى باريس سان جيرمان في موسم 2017-18، فازت بأول بطولة دولية لها عام 2013 عندما فازت بولندا في بطولة أوروبا للسيدات تحت 17 عامًا 2013، مثلت بعدما الوطني الأول للسيدات وشاركت في أكثر من 30 مباراة دولية مع منتخب منتخب بولندا لكرة القدم للسيدات.

## مسيرتها في النادي
دوديك خريجة أكاديمية الشباب في نادي ستيلون غورزو فييلكوبولسكي (سيدات). انضمت إلى نادي ميديك كونين قبل موسم 2014-2015، وحققت معه ثلاثة ألقاب متتالية في الدوري البولندي. في 7 مايو 2017، سجلت أول ثلاثية لها في مباراة الفوز 5-0 في الدوري البولندي ضد نادي فالبرزيخ. في يناير 2018، انضمت إلى النادي الفرنسي باريس سان جيرمان.

## مسيرتها الدولية
قاد دوديك منتخب بولندا لكرة القدم للسيدات تحت 17 عامًا إلى الفوز ببطولة أوروبا للسيدات تحت 17 عامًا 2013.. كما تم اختيارها من قبل منتخب بولندا الوطني، مع عدد المشاركات خلال تصفيات كأس العالم للسيدات 2019.

## إحصائيات

### الدولية
آخر تحديث 3 يونيو 2025.
| منتخب   | عام     | لعب | أهداف |
| ------- | ------- | --- | ----- |
| بولندا  | 2014    | 7   | 0     |
| بولندا  | 2015    | 2   | 0     |
| بولندا  | 2016    | 5   | 0     |
| بولندا  | 2017    | 8   | 2     |
| بولندا  | 2018    | 5   | 0     |
| بولندا  | 2019    | 3   | 1     |
| بولندا  | 2020    | 6   | 1     |
| بولندا  | 2021    | 8   | 1     |
| بولندا  | 2022    | 6   | 2     |
| بولندا  | 2023    | 0   | 0     |
| بولندا  | 2024    | 3   | 0     |
| بولندا  | 2025    | 6   | 0     |
| المجموع | المجموع | 59  | 7     |

| رقم | التاريخ        | المكان                                           | الخصم           | النتيجة | النتيجة | المسابقة                                |
| --- | -------------- | ------------------------------------------------ | --------------- | ------- | ------- | --------------------------------------- |
| 1   | 12 يونيو 2017  | ملعب ميجسكي، لومزا، بولندا                       | ليتوانيا        | 2–0     | 5–0     | مباراة ودية                             |
| ٢   | 23 أكتوبر 2017 | ملعب سوكول أوسترودا، أوسترودا، بولندا            | اليونان         | 1–0     | 3–0     | مباراة ودية                             |
| 3   | 1 مارس 2019    | ملعب لاغوس البلدي، لاغوس، البرتغال               | إسبانيا         | 1–0     | 3–0     | كأس الغارف 2019                         |
| 4   | 27 أكتوبر 2020 | ملعب زيمبرو، كيشيناو، مولدوفا                    | مولدوفا         | 1–0     | 3–0     | تصفيات كأس الأمم الأوروبية للسيدات 2022 |
| 5   | 26 أكتوبر 2021 | ملعب مييسكي، تيشي، بولندا                        | ألبانيا         | 1–0     | 2–0     | تصفيات كأس العالم للسيدات 2023          |
| 6   | 16 فبراير 2022 | ملعب نادي لا مانجا لكرة القدم، لا مانجا، إسبانيا | جمهورية أيرلندا | 1–0     | 1–2     | كأس بيناتار 2022                        |
| 7   | 6 سبتمبر 2022  | أرينا لوبلين، لوبلن، بولندا                      | كوسوفو          | 1–0     | 7–0     | تصفيات كأس العالم للسيدات 2023          |

## الإنجازات
ميديك كونين
- الدوري الإنجليزي الممتاز: 2014-15، 2015-16، 2016-17
- كأس بولندا: 2014-15، 2015-16، 2016-17

باريس سان جيرمان
- الدوري الفرنسي الممتاز: 2020-21[7]
- كأس فرنسا للسيدات: 2017–18،[8] 2021–22[9]

بولندا تحت 17 عامًا
- بطولة أوروبا للسيدات تحت 17 عامًا: 2013

جوائز فردية
- أفضل لاعبة كرة قدم بولندية: 2020،[10] 2021[11]
- فريق الدوري البولندي الممتاز: 2021-22[12]
- فريق الدوري البولندي الممتاز للموسم: 2021–22[13]